# Bombardier ALP-45DP
Die Bombardier ALP-45DP ist eine Zweikraftlokomotive, die von Bombardier Transportation gefertigt wird. Abnehmer sind die New Jersey Transit (NJT) in den USA und exo in Montreal (Kanada). ALP-45DP steht für American Locomotive Passenger 4 (Axles/Achsen) 5 (MVA/Trafoleistung) Dual Power.

## Geschichte
Die NJT benötigte eine Lokomotive, die Pendlerzüge aus dem nichtelektrifizierten Netz der in New Jersey gelegenen Vororte New Yorks durchgehend in die Pennsylvania Station befördern kann. Weil der Tunnel unter dem Hudson River nur von elektrischen Fahrzeugen befahren werden darf, muss die Lokomotive neben dem Dieselantrieb auch über einen vollwertigen Elektroantrieb mit Energieversorgung aus der Fahrleitung verfügen.
Die Agence métropolitaine de transport (AMT, seit 2017 exo) schloss sich an den Auftrag von NJT an, weil der Mont-Royal-Tunnel ebenfalls nur von elektrischen Fahrzeugen befahren werden darf, das Streckennetz aber bis auf die Linie nach Deux-Montagnes nicht elektrifiziert ist.
Im Januar 2018 löste NJT eine Option über 17 weitere Lokomotiven ein, welche die strengeren Tier-4-Abgasgrenzwerte der EPA einhalten und damit umweltfreundlicher als die Vorgängerserie sind. Im Juli 2020 bestellte NJT nochmals 8 Lokomotiven nach, welche dem Ersatz der ältesten Alstom PL42AC dienen, deren Überholung sich nicht mehr lohnt. Der Bestand bei NJT steigt somit auf 60 Lokomotiven an.

## Konstruktive Merkmale
Die Herausforderung beim Bau der Lokomotive war, sowohl eine elektrische Antriebsausrüstung mit dem bei Wechselstrombahnen notwendigen Transformator wie auch eine vollwertige dieselelektrische Antriebsausrüstung in einer vierachsigen Lokomotive unterzubringen und dabei die geforderten 33 Tonnen Achslast einzuhalten. Dies wäre mit den in Amerika üblichen langsam laufenden Dieselmotoren nicht zu erreichen gewesen, weshalb die Wahl auf zwei schnell laufende Dieselmotoren von Caterpillar fiel, welche gegenüber den langsam laufenden Motoren eine höhere Leistungsdichte haben. Die Motoren sind elektrisch parallel auf den Zwischenkreis des Stromrichters geschaltet, welcher die Drehstromfahrmotoren und die dreiphasige Zugsammelschiene mit Energie versorgt.
Die Lokomotive basiert in der elektrischen Ausrüstung auf der NJT ALP-46A, welche ähnliche Stromrichter wie die Bombardier-TRAXX-Lokomotiven der deutschen Baureihe 186 verwendet. Um zusätzlichen Raum für die Antriebsausrüstung zu schaffen, wurde der Lokkasten verlängert und ein Führerstand weggelassen, was bei der ausschließlich im Wendezugbetrieb eingesetzten Lokomotive kein Nachteil ist.
Die Zwölfzylindermotoren sind vom Caterpillar Typ 3512C HD. Dieser findet sonst vor allem in Schiffen und bei der Energieversorgung von Bohrtürmen Anwendung. Die Generatoren sind Asynchronmaschinen, die auch zum Starten der Dieselmotoren verwendet werden. Beim Bremsen wird Energie ins Fahrleitungsnetz zurückgespeist oder über einen Bremswiderstand in Wärme umgewandelt. Die elektrische Energieversorgung erfolgt über einen Stromabnehmer, der im hinteren Bereich des Dachs montiert ist. Die Kühlanlagen für die Antriebsausrüstung sind in den Dächern über den entsprechenden Ausrüstungsteilen untergebracht.

## Bilder

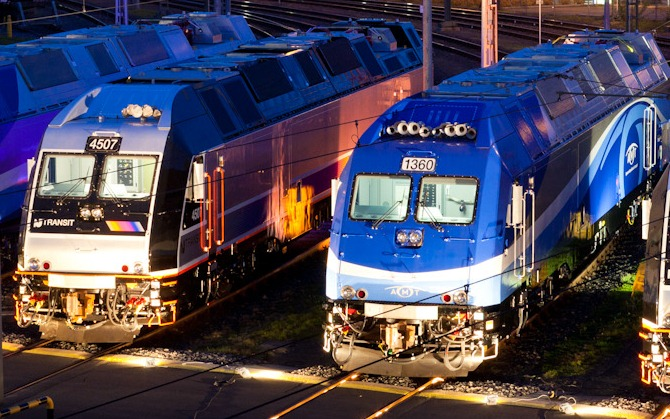
Zwei ALP-45DP bei Bombardier Kassel
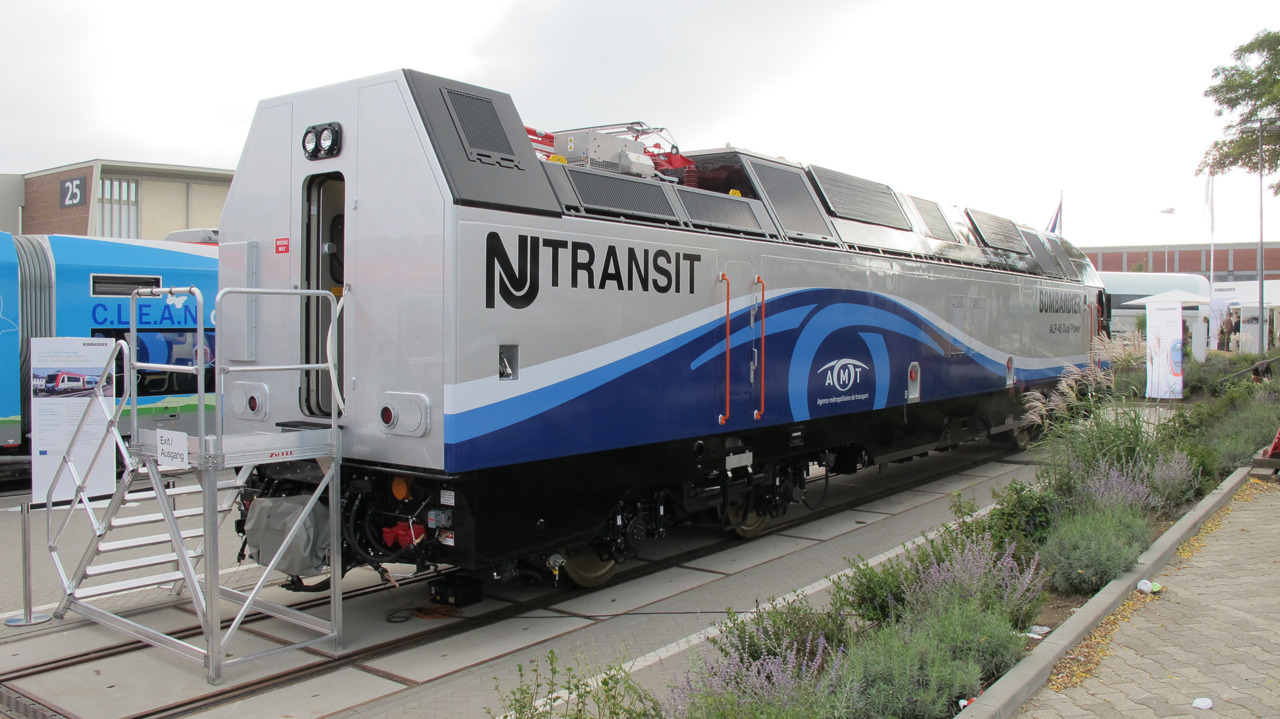
Heckansicht der ALP-45DP an der Innotrans 2010